# Топоров, Николай Силыч
Николай Силыч Топоров (1803—1888) — русский доктор медицины, ординарный профессор Московского университета.

## Биография
Родился 27 ноября (9 декабря) 1803 года в бедной мещанской семье и рано лишился отца. Был принят на казённое содержание в Московское коммерческое училище (1812), которое окончил в 1820 году кандидатом коммерции, получив серебряную медаль. В 1822 году поступил на медицинский факультет Московского университета как своекоштный слушатель. Университетский курс окончил со званием лекаря 1-го отделения в 1827 году. Проходил практику в Московском военном госпитале (1827—1829). В январе 1829 года получил звание акушера; в том же году, после защиты диссертации «De cancere ventriculi: (Рак желудка)», получил степень доктора медицины.
С ноября 1829 года читал лекции по математике и физике на медицинском факультете Московского университета; с 1832 года — в должности адъюнкта. Был помощником директора Медицинского института Московского университета (1829—1834). С 1835 года — адъюнкт по кафедре патологической семиотики и терапевтической клиники; преподавал патологию и терапию кожных и венерических болезней. Считался одним из лучших патологоанатомов университетских клиник и одновременно с этим постоянно занимался научной работой.
В мае 1838 года был отправлен за границу по ходатайству попечителя и разрешению министра народного просвещения. Осмотрев первоначально все военные и гражданские больницы Санкт-Петербурга, посетил Любек, Гамбург, побывал в Гёттингенском, Гиссенском, Марбургском и Боннском университетах, изучал медицину в Париже, Страсбурге, Цюрихе, Милане, Падуе, Венеции, Триесте, Вене, Галле, Берлине, Варшаве (осматривал клиники, анатомические кабинеты, участвовал в заседаниях учёных обществ).
Вернувшись в Москву (октябрь 1839) занял место адъюнкта (с 1849 года — ординарного профессора) по кафедре частной патологии и терапии внутренних болезней. Читал курсы о психических, венерических и кожных болезнях, а также заведовал терапевтической клиникой. Он одним из первых на медицинском факультете московского университета применил новые методы исследования больных — перкуссию и аускультацию. Состоял секретарём Совета медицинского факультета Московского университета (1836—1838 и 1841—1847). Был членом комитета охранения университета от холеры (1830—1831) во время первой эпидемии. Исполнял обязанности старшего врача холерной больницы, учреждённой в зданиях университетских клиник (1848—1849). Был награждён орденом Св. Анны 3-й ст. (1846).
Помимо службы в Московском университете Н. С. Топоров занимал целый ряд должностей в других заведениях. Он был адъюнктом математики и физики в ММХА (1833—1836), преподавателем физики и химии в Московском коммерческом училище (1831—1850), секретарём Московского цензурного комитета (1832—1836). Член Императорского человеколюбивого общества (с 1832), на протяжении многих лет безвозмездно лечил бедных, имел большую практику в Москве.
Наиболее известные труды Н. С. Топорова:
- Рак желудка (1829)
- О приложении электричества к врачеванию болезней (1833)
- О безумии и его природе (1853)
- Записки по психиатрии и частной патологии и терапии (монография, 1857-1858).

Умер в Москве в 1888 году.